# 城郊乡 (桂阳县)
城郊乡原属湖南省桂阳县所辖乡，2012年4月撤销。撤销前的城郊乡下辖15行政村，撤消后分拆至1镇3街道。

## 拆分调整
- 官溪、西水、极乐、全义、燕山、火田、解放7行政村和桐子坪社区划至新设正和镇；
- 城北、昭金、洞水3个行政村划至新设龙潭街道；
- 牛巷口、新城、子龙、富阳4个行政村划至新设鹿峰街道；
- 柏树村划至新设黄沙坪街道。